# Петре Штайнбах
Петре Штайнбах (рум. Petre Steinbach, 1906, Тімішоара, Австро-Угорщина — 1996, Німеччина) — румунський футболіст німецького походження, що грав на позиції півзахисника. По завершенні ігрової кар'єри  — тренер.
Виступав, зокрема, за клуби «Униря-Триколор» та «Олімпія» (Бухарест), а також національну збірну Румунії.
Дворазовий чемпіон Румунії (як гравець і як тренер). Володар Кубка Румунії (як тренер). 

## Клубна кар'єра
Народився в 1906 року в місті Тімішоара. Вихованець футбольної школи клубу «РГМ Тімішоара».
У дорослому футболі дебютував 1925 року виступами за «РГМ Тімішоара», в якій провів три сезони. 
Своєю грою за цю команду привернув увагу представників тренерського штабу клубу «Кільцем Брашов», до складу якого приєднався 1928 року. Відіграв за них наступний сезон своєї ігрової кар'єри.
1929 року уклав контракт з клубом «Униря-Триколор», у складі якого провів наступні десять років своєї кар'єри гравця. 
1939 року перейшов до клубу «Олімпія» (Бухарест), за який відіграв 1 сезон.  Завершив професійну кар'єру футболіста виступами за команду «Олімпія» (Бухарест) у 1940 році.

## Виступи за збірну
1930 року дебютував в офіційних матчах у складі національної збірної Румунії. Протягом кар'єри у національній команді, яка тривала 6 років, провів у її формі 18 матчів.
У складі збірної був учасником чемпіонату світу 1930 року в Уругваї, де на поле не виходив

### Матчі в складі збірної
Балканський кубок 1929-1931
1. (1). 12 жовтня 1930. Софія. Болгарія 5:3 Румунія
2. (2). 10 травня 1931. Бухарест. Румунія 5:2 Болгарія
3. (3). 28 червня 1931. Загреб. Югославія 2:4 Румунія
4. (8). 29 листопада 1931. Афіни. Греція 2:4 Румунія

Кубок Центральної Європи для аматорів 1931-1934
1. (6). 20 вересня 1931. Орадя. Румунія 4:1 Чехословаччина
2. (7). 4 жовтня 1931. Будапешт. Угорщина 4:0 Румунія
3. (9). 8 травня 1932. Бухарест. Румунія 4:1 Австрія

Балканський кубок 1932
1. (11). 26 червня 1932. Белград. Болгарія 2:0 Румунія
2. (12). 28 червня 1932. Белград. Греція 0:3 Румунія
3. (13). 3 липня 1932. Белград. Югославія 3:1 Румунія

Балканський кубок 1936
1. (15). 4 червня 1933. Бухарест. Румунія 7:0 Болгарія
2. (16). 8 червня 1933. Бухарест. Румунія 1:0 Греція

Товариські матчі
1. (4). 23 серпня 1931. Варшава. Польща 2:3 Румунія
2. (5). 26 серпня 1931. Каунас. Литва 2:4 Румунія
3. (10). 12 червня 1932. Бухарест. Румунія 6:3 Франція
4. (14). 2 жовтня 1932. Бухарест. Румунія 0:5 Польща  (замінено на 35 хв.)
5. (17). 25 серпня 1935. Ерфурт. Німеччина 4:2 Румунія
6. (18). 1 серпня 1935. Стокгольм. Швеція 7:1  Румунія

## Кар'єра тренера
Розпочав тренерську кар'єру, повернувшись до футболу після невеликої перерви, 1947 року, очоливши тренерський штаб УТА (Арад) і одразу привівши клуб до перемоги в румунському чемпіонаті.
1948 року став головним тренером збірної Румунії, яку тренував один матч. 6 червня румуни розгромно програли угорцям 0:9.
Протягом подальшої тренерської кар'єри очолював «Рапід» (Бухарест), «Чахлеул», а також входив до тренерського штабу клубу Румунія.
Останнім місцем тренерської роботи був клуб «Фарул», головним тренером якого Петре Штайнбах був з 1947 по 1948 рік.
Після закінчення Другої світової війни він провів деякий час в Радянському Союзі. У 1960 році Штайнбах був заарештований після повернення з молодіжного турніру у Відні і засуджений до в'язниці. У 1975 році він нарешті емігрував до Німеччини, де помер у 1996 році.

## Титули і досягнення

### Як гравця
- Чемпіон Румунії (1):

«Кільцем Брашов»: 1928

### Як тренера
- Чемпіон Румунії (1):

УТА (Арад): 1948
- Володар Кубка Румунії (1):

УТА (Арад): 1948